# National Park (Dorf)
National Park, manchmal auch als National Park Village bezeichnet, ist ein Dorf im Ruapehu District der Region Manawatū-Whanganui auf der Nordinsel von Neuseeland.

## Namensherkunft
Der Name des Dorfes bezieht sich auf den Tongariro National Park, Neuseelands ersten Nationalpark, der 1894 eingerichtet wurde und an dessen westlicher Grenze sich das Dorf befindet.

## Geographie
Das Dorf befindet sich rund 18 km nordwestlich des Gipfels des 2797 m hohen aktiven Vulkans Ruapehu und damit an seinen nordwestlichen Ausläufern. Westlich liegt der Erua Forest, in dem der Retaruke River entspringt.

## Bevölkerung
Zum Zensus des Jahres 2013 zählte das Dorf 174 Einwohner, 27,5 % weniger als zur Volkszählung im Jahr 2006.

## Tourismus
Dominanter Wirtschaftszweig des Dorfes ist der Tourismus. Zahlreiche Unternehmungen haben sich hier niedergelassen, um Ausrüstung, Wandertouren oder Beherbergung für Touristen bereitzustellen. Das Dorf ist Ausgangspunkt für zahlreiche geführte Touren sowie von Shuttlebussen zum 15 km entfernten größten Skigebiet des Landes, Whakapapa, an den Ausläufern Ruapehu.

## Infrastruktur

### Straßenverkehr
National Park liegt am New Zealand State Highway 4, der das Dorf an seiner Ostseite in Nord-Süd-Richtung passiert. Am südöstlichen Ende des Dorfes zweigt der New Zealand State Highway 47 vom State Highway 4 in Richtung Tūrangi am Lake Taupō ab.

### Schienenverkehr
Der Bahnhof National Park liegt an der North Island Main Trunk Railway. Knapp 6 km nördlich befindet sich die Raurimu-Spirale, ein Streckenabschnitt mit mehrfach eng zusammenliegenden Kehrschleifen und einem Kehrtunnel. Hier überwindet die Bahnstrecke den Höhenunterschied zum Central Volcanic Plateau.